# Precorrina-2 deidrogenasi
La precorrina-2 deidrogenasi è un enzima appartenente alla classe delle ossidoreduttasi, che catalizza la seguente reazione:
precorrina-2 + NAD+ ⇄ siroidroclorina + NADH + H+
Questo enzima catalizza la seconda, delle tre reazioni, che portano alla formazione del siroeme dall'uroporfirinogeno III. La prima reazione prevede il trasferimento di due gruppi metilici derivati dalla S-adenosil-L-metionina, ai carboni 2 e 7 dell'uroporfirinogeno III per formare precorrina-2 (catalizzata dalla uroporfirina-III C-metiltransferasi, numero EC 2.1.1.107); nella terza reazione avviene la chelazione dello ione ferro della siroidroclorina per formare siroeme (catalizzata dalla siroidroclorina ferrochelatasi, numero EC 4.99.1.4). In Saccharomyces cerevisiae,  le ultime due reazioni avvengono per opera di un enzima bifunctionale, Met8p. In alcuni batteri, le reazioni 1-3 sono catalizzate da una singola proteina multifunzionale chiamata CysG, mentre in Bacillus megaterium, le reazioni vengono catalizzate da tre enzimi diversi, con SirC che è responsabile della prima.